# The Grudge (film 2020)
The Grudge  è un film del 2020 diretto da Nicolas Pesce.
La pellicola, reboot del remake statunitense del film Ju-on del 2000, è interpretato da Andrea Riseborough, Demián Bichir, John Cho, Betty Gilpin, Lin Shaye e Jacki Weaver. È il quarto film della serie The Grudge.

## Trama
Come i film originali, la storia è raccontata in ordine non cronologico attraverso diversi segmenti, qui di sotto ordinati:

## Personaggi

### Fiona Landers
Nel 2004, l'infermiera Fiona Landers lascia la sua casa a Tokyo, disturbata dagli eventi a cui ha assistito al suo interno. Fiona informa la sua collega Yoko che sta tornando in America, per poi imbattersi nel fantasma di Kayako Saeki. Fiona arriva alla casa sulla 44 di Reyburn Drive in una piccola città della Pennsylvania, riunendosi con suo marito Sam e la giovane figlia Melinda. La maledizione di Kayako, tuttavia, possiede Fiona, che uccide Sam, annega Melinda e si suicida pugnalandosi il collo.
I poliziotti Goodman e Wilson indagano sugli omicidi. Goodman, inquietato dalla casa, si rifiuta di entrarvi, mentre Wilson si avventura al suo interno per esplorare la scena. Quando esce, Wilson inizia lentamente a perdere la sanità mentale finendo per diventare isterico quando vede il fantasma di Fiona fuori dall'auto di Goodman; cerca quindi di suicidarsi sparandosi, senza alcun successo. L'evento lascia Wilson sfigurato in volto e rinchiuso in un manicomio, mentre Goodman abbandona il caso.

### Gli Spencer
Poco dopo l'assassinio dei Landers, ma prima che qualcuno scopra la loro morte, gli agenti immobiliari Peter e Nina Spencer apprendono che il loro nascituro molto probabilmente nascerà con un raro disturbo genetico ALD, causando problemi al loro rapporto.
Peter cerca di concludere la vendita della casa n. 44 di Reyburn Drive dove vivono i Landers ed incontra il fantasma della loro figlia Melinda sul patio, sanguinante dal naso, nel tentativo di aiutarla ed aspettare i genitori entra in casa. Mentre è in attesa dei coniugi Peter viene contattato al telefono da Nina e concorda sul fatto che dovrebbero tenere il loro bambino, durante la conversazione l'uomo viene attaccato dai fantasmi di Fiona e Melinda, e nonostante i tentativi di sfuggirgli viene da loro preso e posseduto. Il posseduto Peter torna a casa e uccide Nina e il loro bambino non ancora nato, per poi annegarsi nella vasca da bagno.

### I Matheson
Nel 2005, l'anziana coppia di Faith e William Matheson si trasferiscono nella casa; Faith è affetta da una forma di demenza senile e di una malattia terminale. Dopo il trasferimento, Faith viene influenzata dalla maledizione e inizia a vedere Melinda in giro per casa. La sua sanità mentale peggiora rapidamente, spingendo William a chiamare Lorna Moody, una consulente di suicidio assistito.
Disturbata dalla situazione, Lorna suggerisce a William di andarsene dalla casa, ma William rivela di essere a conoscenza della presenza dei fantasmi e suggerisce che ciò implica un futuro in cui le persone potranno stare con i loro cari dopo la morte. In seguito, Lorna scopre che Faith ha ucciso William e si è tagliata le dita. Lorna fugge in preda al panico ma viene attaccata dal fantasma di Sam nella sua macchina, portandola a schiantarsi e morire.

### Muldoon
Nel 2006, la neo detective Muldoon si trasferisce in città con suo figlio Burke dopo la morte del marito per cancro. Muldoon e Goodman, il suo nuovo partner, sono chiamati nei boschi dove è stato scoperto il cadavere di Lorna. Goodman dà segni di disagio quando viene a sapere che Lorna aveva visitato la 44 di Reyburn Drive.  Notandolo, Muldoon lo interroga, e lui le rivela il suo sospetto che la casa sia maledetta, affermando di non volere averci niente a che fare.
Muldoon va nella casa e scopre Faith in uno stato disorientato assieme al cadavere di William. Mentre Muldoon continua a investigare sul caso, viene perseguitata dai fantasmi dei Lander. Visita Wilson nel manicomio, il quale le dice che tutte le persone che entrano nella casa diverranno vittime della maledizione. Successivamente, l'uomo si cava gli occhi per smettere di vedere i fantasmi.
Temendo che la maledizione possa far del male a suo figlio, Muldoon ascoltando dei vecchi nastri registrati da Wilson quando ancora stava indagando al caso dell'omicidio dei Landers, in cui apprende che la maledizione ha avuto inizio con una famiglia in Giappone;  Fiona è colei che l'ha portata dall'estero in America. Faith viene portata in un ospedale, dove vede Melinda e si lancia da un pianerottolo, suicidandosi. Muldoon dopo essere stata attaccata di nuovo dai fantasmi dei Landers, va nella casa e inizia a spargerci della benzina mentre ha delle visioni su come Fiona abbia ucciso la sua famiglia. Viene indotta anche a vedere Burke, ma si rende conto che non è lui quando non riesce a ripetere una frase che usano regolarmente tra loro. La casa prende fuoco, mentre Muldoon si riunisce con suo vero figlio all'esterno.
Qualche tempo dopo, Muldoon abbraccia Burke prima che lui vada a scuola, salvo poi vedere il vero Burke uscire di casa.  Il "Burke" che sta abbracciando si rivela essere Melinda, immediatamente appare anche il fantasma di Fiona che trascina via la donna, lasciando il suo destino sconosciuto. L'ultima inquadratura si concentra sulla casa dei Muldoon, la stessa dove morirono gli Spencer e ora nuovo luogo di estensione della maledizione.

### Finale internazionale
Nel finale internazionale, dopo che Muldoon ha dato fuoco alla casa maledetta, vede Burke che la osserva. Qualche tempo dopo, i due guidano verso una nuova casa, che si rivela essere quella degli Spencer.

## Distribuzione
Il 28 ottobre 2019 è uscito un primo teaser trailer. Il trailer del film è stato diffuso il 10 dicembre 2019.
Il film è stato distribuito negli Stati Uniti il 3 gennaio 2020 da Sony Pictures Entertainment. L'uscita del film nelle sale italiane, inizialmente prevista per il 27 febbraio, è stata rimandata al 5 marzo per l'epidemia di Coronavirus che ha colpito l'Italia.

## Accoglienza

### Incassi
Con un budget di 10 milioni di dollari, negli Stati Uniti il film ha incassato 11,4 milioni nel weekend di esordio, piazzandosi al settimo posto del botteghino americano. Solo negli U.S.A. il film ha incassato 20,8 milioni di dollari superando le previsioni di guadagno fissate intorno agli 11 milioni.
Nel fine settimana di debutto italiano, invece, il film raggiunge la seconda posizione del botteghino seppure con un incasso risicato di 50.000 euro.
Globalmente gli incassi del film sono di 49.511.319 $